# Stiller Has
Stiller Has war eine Schweizer Mundart-Band.

## Geschichte
Das Duo wurde im Mai 1989 in Bern gegründet. Endo Anaconda und Balts Nill spielten vorher bereits zusammen in den Bands Hunger & Trunk, Caduta Massi und Andreas Flückiger & Die Alpinisten.
1995 gewann Stiller Has den Salzburger Stier sowie den Deutschen Kleinkunstpreis.
Seit 2002 trat die Band mit dem bis dato als Gastmusiker agierenden Gitarristen René «Schifer» Schafer (ex-Rumpelstilz) als Trio auf. Die so long HASi Tour im Sommer 2005 war zugleich die Abschieds-Tour von Balts Nill, der nach 15 Jahren die Band verliess. Im Mai 2007 erhielt die neue Quartett-Besetzung von Stiller Has den Liederpreis 2007 für den Titel Geischterbahn. Ab Frühjahr 2009 formierte sich Stiller Has erneut in geänderter Besetzung mit Salome Buser und Markus Fürst.
Das vorletzte Album Endosaurusrex, das am 24. Februar 2017 erschienen ist, wurde mit einer komplett neuen Band eingespielt. Wie immer stammen die Texte von Endo Anaconda; die Musik ist geprägt von Roman Wyss (Keyboard) und Mario Batković (Akkordeon).
Am 1. Februar 2022 ist der Sänger der Band, Endo Anaconda, nach kurzer Krankheit an Lungenkrebs gestorben.

## Diskografie

### Alben
| Jahr | Titel                      | Höchstplatzierung, Gesamtwochen, AuszeichnungChartsChartplatzierungen (Jahr, Titel, Platzierungen, Wochen, Auszeichnungen, Anmerkungen) | Anmerkungen                                            |
| Jahr | Titel                      | CH | Anmerkungen                                            |
| ---- | -------------------------- | --- | ------------------------------------------------------ |
| 1989 | Stiller Has                | CH41 (1 Wo.)CH | Charteintritt erst 2022 nach dem Tod von Endo Anaconda |
| 1992 | Der Wolf ist los           | CH51 (1 Wo.)CH |                                                        |
| 1994 | Landjäger                  | CH45 (1 Wo.)CH |                                                        |
| 1996 | Moudi                      | CH6 Gold · (23 Wo.)CH |                                                        |
| 1996 | Live auf Moudi Tour        | CH38 (4 Wo.)CH |                                                        |
| 1998 | Chole                      | CH12 (13 Wo.)CH |                                                        |
| 2000 | Walliselle                 | CH15 (14 Wo.)CH |                                                        |
| 2002 | Stelzen                    | CH5 Gold · (14 Wo.)CH |                                                        |
| 2004 | Poulet Tour (live)         | CH16 (8 Wo.)CH |                                                        |
| 2006 | Geisterbahn                | CH9 (14 Wo.)CH |                                                        |
| 2007 | Zwanzig goldige Hasensongs | CH5 (16 Wo.)CH |                                                        |
| 2009 | So verdorbe                | CH4 (16 Wo.)CH |                                                        |
| 2013 | Böses Alter                | CH2 (14 Wo.)CH |                                                        |
| 2015 | Alterswild                 | CH8 (10 Wo.)CH | live vom Gurtenfestival 2014                           |
| 2017 | Endosaurusrex              | CH1 (17 Wo.)CH |                                                        |
| 2020 | Pfadfinder                 | CH2 (23 Wo.)CH |                                                        |

### Singles
- Giele (1995)
- Summer (1996)
- Fisch (1998)
- Walliselle (2000)

## Bücher
- Endo Anaconda: Hasentexte. Limmat, Zürich 1999, ISBN 3-85791-332-0.